# نووو سلو (بلا پالانکا)
نووو سلو (به صربی: Novo Selo) یک منطقهٔ مسکونی در صربستان است که در بلا پالانکا واقع شده‌است. نووو سلو ۴۶ نفر جمعیت دارد.